# Pădureni (gmina Tritenii de Jos)
Pădureni – wieś w Rumunii, w okręgu Kluż, w gminie Tritenii de Jos. W 2011 roku liczyła 1144 mieszkańców.